# Jerry Egger
Jerome (Jerry) L. Egger (Paramaribo, november 1955) is een Surinaams historicus.
Egger studeerde Engels en geschiedenis aan het Instituut voor de Opleiding van Leraren (IOL) in Paramaribo. Met een Fulbright-beurs studeerde hij geschiedenis aan de Tulane University in New Orleans (Louisiana, VS), waar hij zijn Master of Arts behaalde. Hij werkt aan de afronding van zijn PhD aan de Florida International University in Miami (Florida). 
Hij is als docent en opleidingscoördinator verbonden aan de Anton de Kom-Universiteit in Paramaribo. Van 1990 tot 1995 was hij directeur van het Surinaams Museum.
Jerry Egger publiceerde in verschillende tijdschriften: Kalá, SWI-Forum, Mededelingen van het Surinaams Museum, Mutyama, Journal of Social Sciences, Oso, Kompas. In De Ware Tijd Literair schrijft hij over Surinaamse en Caraïbische geschiedenis en over Caraïbische literatuur. Hij werkte mee aan de herdruk van Geschiedenis van Suriname: van stam tot staat (1998). In de jaren 1980 stond hij mee aan de wieg van de Stichting Wetenschappelijke Informatie in Paramaribo.

## Publicaties
- In veilige haven: twintig jaar N.V. Havenbeheer, 1971-1991: een gedenkboek (1991, red. met Jules Sedney en Jack Menke)
- Het Nederlands-Surinaams ontwikkelingsverdrag 1975-1990: vijftien jaar ontwikkelingssamenwerking tussen ongelijkwaardige partners (ca. 1991, met Jack Menke en Satcha Jhabbar)
- Guyana vanaf de eeuwwisseling tot de verkiezingen van 5 oktober 1992 (1993, met Jack Menke)
- Relations between Suriname and the United States in the 20th century (1995)
- De erfenis van de slavernij (1995, met Maurits Hassankhan en Lila Gobardhan-Rambocus)
- De geschiedenis van de scheepvaart in Suriname (2003, met André Loor)
- Een Liber Amicorum voor André Loor (2006, red. met anderen)